# تيد إغان
تيد إغان (بالإنجليزية: Ted Egan)‏ هو موسيقي ومدرس أسترالي، ولد في 6 يوليو 1932 في كوبورغ ‏ في أستراليا.

## وصلات خارجية
- تيد إغان على موقع IMDb (الإنجليزية)
- تيد إغان على موقع ميوزك برينز (الإنجليزية)
- تيد إغان على موقع ديسكوغز (الإنجليزية)